# Wendelstein (szczyt)
Wendelstein – szczyt w paśmie Bayerische Voralpen, części Alp Wschodnich. Leży w Niemczech, w Bawarii.